# Agrochola immaculata
Agrochola immaculata là một loài bướm đêm trong họ Noctuidae.